# Isblomstens hemmelighed
Isblomstens hemmelighed er en dansk animationsfilm for børn fra 2012 med instruktion og manuskript af Jacob Ley.

## Handling
Første gang Svindel forsøger at trylle, kommer han ved et uheld til at skyde oldefars tryllestav langt ind i De Grønne Ærters Dal, hvor han møder Fup, der ændrer hele Svindels livsanskuelse. De to venner vender tilbage med en anden og meget mere magisk tryllestav, end den oldefar har brugt hele sit liv. Men da Svindel prøver at trylle for anden gang, går noget galt og han mister oldefar. Fups gode humør inspirerer Svindel til at opfinde en myte om sin oldefar. Til sidst er Svindel nødt til at bekæmpe sin arv for at redde Fup og give hele De Grønne Ærters Dal et trylleshow, de aldrig glemmer.